# Orquesta Riverside
Orquesta Riverside était un groupe de musique cubaine. Ce tipo jazz band fut formé en 1938 à la suite de la scission des « Hermanos Castro » et était dirigé par Enrique González Mántici (1912-1974). En 1947, le saxophoniste Pedro Vila prend le relais à la direction du groupe. Tito Gómez rejoint le groupe en 1939, et Manuel "Guajiro" Mirabal Vazquez en 1960.

## Liens
- Ressources relatives à la musique :   - Discography of American Historical Recordings
  - Discogs
  - MusicBrainz
  - Muziekweb
- Notices d'autorité :   - VIAF
  - ISNI
  - BnF (données)
  - LCCN
  - GND
  - Espagne
  - WorldCat